# Grégoire Girard (arpenteur-géomètre)
Pour les articles homonymes, voir Grégoire Girard et Girard.
Grégoire Girard, né le 12 mars 1925 à Sainte-Rosalie au Québec et mort le 10 février 2025 à Saint-Hyacinthe, est un arpenteur-géomètre et un homme politique québécois.
Il est maire de Saint-Hyacinthe de 1971 à 1976. Pendant son mandat, il préside à la première phase de la fusion qui réunit Saint-Hyacinthe, Douville, La Providence et Saint-Joseph.

## Biographie

### Enfance et années de formation
Fils de Conrad Girard et Florence Labonté, Grégoire Girard est né à Sainte-Rosalie le 12 mars 1925. Après ses études primaires à Sainte-Rosalie, de 1931 à 1937, il entre comme pensionnaire au Séminaire de Saint-Hyacinthe pour des études secondaires et collégiales classiques de 1933 à 1945. Il obtient un Baccalauréat ès Arts de l'Université de Montréal en 1945. Il fait ensuite ses études universitaires à l'Université Laval à Québec, de 1945 à 1949, à la Faculté d'arpentage et de génie forestier. Il obtient un diplôme d'Arpentage en 1948 et de Génie forestier en 1949.

### Carrière d'arpenteur
Avec son épouse, il s'établit dans la ville d'Ottawa en Ontario, puis à Hull (maintenant Gatineau) au Québec, où Grégoire commence sa carrière d'arpenteur-géomètre. Il fait partie du bureau de Louis-Jules Grégoire. Il revient dans la région maskoutaine en 1951 et ouvre le premier bureau d'arpentage de Saint-Hyacinthe. Son activité professionnelle dure jusqu'en 2000, au cours de laquelle il participe aussi à la formation des étudiants de la Faculté de foresterie et de géométrique de l'Université Laval. Son greffe comprend 21 043 minutes d'arpentage, dont une centaine d'expertises en bornage.
Grégoire Girard devient membre de l'Ordre des Arpenteurs-Géométres du Québec, le 18 avril 1951. Il est membre du conseil de l'Ordre de 1965 à 1971 et il en assumera la présidence en 1970-1971. Il est aussi membre de Association canadienne des sciences géodésiques, de l’Association canadienne d’urbanisme, et devient conseiller auprès du ministère de l’Énergie et des Ressources pour le Programme de réforme du cadastre québécois de 1989 à 1994.

### Vie sociale et politique
Grégoire Girard participe activement à la vie sociale de Saint-Hyacinthe en tant que Président du Club des Francs, de la Chambre de Commerce et de l’Association des Anciens du Séminaire de Saint-Hyacinthe. Il s'implique aussi dans la politique municipale, et le 7 novembre 1971, il devient Maire de la Ville de Saint-Hyacinthe pour un mandat de 5 ans. Il entame le Programme d’amélioration de quartier pour le secteur Christ-Roi et la construction du mur de protection contre les inondations le long de la rivière. Il est aussi à la source de la création du parc urbain Les Salines en 1974. Mais sa réalisation principale est la fusion volontaire des quatre villes de Saint-Hyacinthe, Saint-Joseph, La Providence et Douville sous le nom de Ville de Saint-Hyacinthe, le 1er janvier 1976,. Puis en avril 1979, il se présente comme candidat du parti Progressiste-Conservateur dans le comté de Saint-Hyacinthe-Bagot sous la direction du chef Joe Clark. Il est défait par Marcel Ostiguy dans le gouvernement minoritaire de Joe Clark qui a duré 9 mois.
Il est ensuite membre de la Corporation de promotion industrielle de Saint-Hyacinthe de 1980 à 1988. En 1999, à un ans de sa retraite comme arpenteur-géomètre, il devient membre du Conseil d’administration du Centre d’archives du Séminaire de Saint-Hyacinthe inc., puis le premier janvier 2004, premier président du Centre d’histoire de Saint-Hyacinthe créé à la suite de la fusion de la Société d’histoire régionale de Saint-Hyacinthe avec le Centre d’archives du Séminaire de Saint-Hyacinthe inc.

### Vie personnelle
Le 18 septembre 1950, il épouse à Québec Mariette Arteau, née le 5 décembre 1929. Mariette participe activement à l'entreprise d'arpentage, surtout les premières années, alors que le bureau fait partie de la maison familiale. Le couple aura 6 enfants, de 1951 à 1964.

### Mort
Grégoire Girard meurt à Saint-Hyacinthe le 10 février 2025 à l'âge de 99 ans,.

## Enseignement
Grégoire Girard est chargé d'enseigner aux arpenteurs-géomètres dans les années 1980 et 1990, et de les former sur le nouveau Code civil du Québec. Il donne aussi des cours aux étudiants du Diplôme de droit notarial de l’Université de Montréal.

## Publications, conférences
- Le certificat de localisation, Répertoire de droit , Chambre des notaires, Titres immobiliers (1986) mis à jour en décembre 1993[13].
- Survey Law in Canada, a collection of essays on the laws governing the surveying of land in Canada, Carswell 1989. En collaboration avec André Laferrière, a.g., Gérard Raymond, a.g., avocat, et neuf autres auteurs des autres provinces canadiennes (collaboration)[14].
- Précis de droit de l’arpentage au Québec, en collaboration avec messieurs André Laferrière, a.g. et Gérard Raymond, a.g., avocat, publié par l’Ordre des arpenteurs-géomètres le 5 juin 1993.(collaboration)
- Les Opérations cadastrales et l'urbanisme / [par Grégoire Girard... et al.][15]
- Droit cadastral, Jean-Marc Audet... [et al.]  (collaboration)[16]
- Diocèse de Saint-Hyacinthe [document cartographique][13]